# Coen Schimmelpenninck van der Oije
Coenraet Otto Alexander (Coen) baron Schimmelpenninck van der Oije (Amsterdam, 17 juli 1943) was gemeentearchivaris, museumdirecteur en was van 1991 tot 2015 voorzitter van de Hoge Raad van Adel waarvan hij sinds 1984 lid was.

## Biografie
Schimmelpenninck is lid van de familie Schimmelpenninck van der Oye en een zoon van commissionair Cornelis Johannes baron Schimmelpenninck van der Oye (1906-1987) en Johanna Petronella Adolphina gravin van Limburg Stirum (1902-1993), en daarmee is hij de kleinzoon van mr. Jan Pieter Adolf graaf van Limburg Stirum (1866-1902). Hij trouwde in 1967 en kreeg een zoon en een dochter. Hij is een broer van oud-Eerste Kamerlid Elsabe Kalsbeek-Schimmelpenninck van der Oye.
Schimmelpenninck studeerde af in de rechten en volgde de opleiding tot archivaris. Vervolgens was hij werkzaam bij het Rijksarchief in Gelderland. Daarna was hij vanaf 1 juli 1973 gemeentearchivaris van Zutphen, waar hij ook directeur van de gemeentelijke musea was. 
Vervolgens werd hij in 1979 provinciaal archiefinspecteur in Gelderland. Hij was vanaf 1 april 1985 directeur van de Gemeentelijke Archiefdienst van de stad Rotterdam en sinds 1994 ook van het Historisch Museum Rotterdam. In dat laatste jaar werd hij benoemd tot kamerheer van de koningin. Hij was ook enige jaren voorzitter van de Vereniging van Archivarissen in Nederland en lid van de Archiefraad. Vanaf 1991 was hij tevens voorzitter van de Hoge Raad van Adel, hetgeen hij bijna 25 jaar, tot 2015, zou blijven.
Drs. C.O.A. baron Schimmelpenninck van der Oije was tot 1 januari 2006 tevens directeur van het Maritiem Museum Prins Hendrik in Rotterdam. Bij zijn afscheid aldaar werd hij benoemd tot Officier in de Orde van Oranje-Nassau.